# Volta ao Alentejo
La Volta ao Alentejo (it. Giro dell'Alentejo) è una corsa a tappe maschile di ciclismo su strada che si svolge annualmente nel mese di marzo nella regione dell'Alentejo, nel sud del Portogallo. Dal 2005 fa parte del circuito UCI Europe Tour classe 2.1 (2.2 tra il 2010 e il 2016). È riservata ai ciclisti delle categorie Elite e Under-23.
Si disputa ininterrottamente dal 1983. Nel 2010 si fuse in un'unica prova con il Grande Prémio CTT Correios de Portugal.

## Albo d'oro
Aggiornato all'edizione 2025.
| Anno | Vincitore                                           | Secondo                                             | Terzo                                               |
| ---- | --------------------------------------------------- | --------------------------------------------------- | --------------------------------------------------- |
| 1983 | Paulo José Ferreira                                 | Manuel Zeferino                                     | Alexandre Ruas                                      |
| 1984 | Marco Chagas                                        | Eduardo Correia                                     | Firmino Bernardino                                  |
| 1985 | Adelino Teixeira                                    | Manuel Cunha                                        | José Xavier                                         |
| 1986 | Manuel Zeferino                                     | Paulo José Ferreira                                 | Carlos Marta                                        |
| 1987 | Joaquim Salgado                                     | José Xavier                                         | Manuel Neves                                        |
| 1988 | Joaquim Gomes                                       | Jorge Silva                                         | Marco Chagas                                        |
| 1989 | Fernando Carvalho                                   | Marco Chagas                                        | José Urea Pulido                                    |
| 1990 | José Recio                                          | Delmiro Pereira                                     | Eduardo Correia                                     |
| 1991 | Jesús Blanco Villar                                 | Paulo José Ferreira                                 | Eduardo Correia                                     |
| 1992 | António Pinto                                       | Oleh Čužda                                          | Manuel Cunha                                        |
| 1993 | Jorge Silva                                         | Juan Martínez Oliver                                | Joaquim Andrade                                     |
| 1994 | Carlos Carneiro                                     | Joaquim Sampaio                                     | Joaquim Gomes                                       |
| 1995 | Asjat Saitov                                        | Pedro Silva                                         | Joaquim Andrade                                     |
| 1996 | Miguel Indurain                                     | Prudencio Indurain                                  | David García Marquina                               |
| 1997 | Aitor Garmendia                                     | Francisco Javier Mauleón                            | David Cañada                                        |
| 1998 | Melchor Mauri                                       | Vítor Gamito                                        | César Solaun                                        |
| 1999 | José Luis Rubiera                                   | Melchor Mauri                                       | David Plaza                                         |
| 2000 | Claus Michael Møller                                | Jurij Surkov                                        | Ángel Edo                                           |
| 2001 | László Bodrogi                                      | Cândido Barbosa                                     | Andrej Zinčenko                                     |
| 2002 | Joaquim Andrade                                     | David Bernabéu                                      | Vladimir Karpec                                     |
| 2003 | Andrej Zinčenko                                     | Paulo Jorge Ferreira                                | Hugo Sabido                                         |
| 2004 | Danail Petrov                                       | Joaquim Andrade                                     | Joaquim Sampaio                                     |
| 2005 | Xavier Tondó                                        | Pedro Miguel Soeiro                                 | Sérgio Ribeiro                                      |
| 2006 | Sérgio Ribeiro                                      | Daniel Moreno                                       | Aleksandr Efimkin                                   |
| 2007 | Manuel Vázquez                                      | Félix Cárdenas                                      | Manuel Lloret                                       |
| 2008 | Héctor Guerra                                       | David Blanco                                        | Jackson Rodríguez                                   |
| 2009 | Maxime Bouet                                        | Héctor Guerra                                       | Vitalij Kondrut                                     |
| 2010 | David Blanco                                        | Alejandro Marique                                   | Fábio Silvestre                                     |
| 2011 | Evaldas Šiškevičius                                 | Filipe Cardoso                                      | Bruno Sancho                                        |
| 2012 | Aleksej Kunšin                                      | Filipe Cardoso                                      | Samuel Caldeira                                     |
| 2013 | Jasper Stuyven                                      | Chad Haga                                           | Alejandro Marque                                    |
| 2014 | Carlos Barbero                                      | Karel Hník                                          | Edgar Pinto                                         |
| 2015 | Paweł Bernas                                        | Delio Fernández                                     | James Oram                                          |
| 2016 | Enric Mas                                           | Krister Hagen                                       | David de la Fuente                                  |
| 2017 | Carlos Barbero                                      | Rinaldo Nocentini                                   | Jasper de Laat                                      |
| 2018 | Luís Mendonça                                       | Ricardo Mestre                                      | Mark Downey                                         |
| 2019 | João Rodrigues                                      | Luís Mendonça                                       | Raúl Alarcon                                        |
| 2020 | annullata per la Pandemia di COVID-19 del 2019-2021 | annullata per la Pandemia di COVID-19 del 2019-2021 | annullata per la Pandemia di COVID-19 del 2019-2021 |
| 2021 | Mauricio Moreira                                    | José Fernandes                                      | Rafael Reis                                         |
| 2022 | Orluis Aular                                        | Xabier Azparren                                     | José Neves                                          |
| 2023 | Orluis Aular                                        | Adrián Bustamante                                   | Alex Molenaar                                       |
| 2024 | Eduard Prades                                       | Francisco Joel Peñuela                              | Abner González                                      |
| 2025 | Noah Hobbs                                          | Germán Tivani                                       | Jesús David Peña                                    |